# 川之石町
川之石町（かわのいしちょう）は、1955年（昭和30年）まで愛媛県西宇和郡にあった町である。近隣の村々を合併し、保内町となり自治体としての歴史を閉じた。地名としては、八幡浜市立川之石小学校など残っている。
現在の八幡浜市の北西部、佐田岬半島基部に位置し、海運、鉱山で栄え、郡内で2番目に町になるなど発展した。

## 地理
現在の八幡浜市の北西部。佐田岬半島の基部南側、西は伊方村に、北は宮内村に、東は喜須来村及び八幡浜市に接する。八幡浜市との境には権現山が立ちはだかる。南に開かれた川之石湾には宮内川と出石山に源を発する喜木川とが流れ込む。住吉鼻と松が鼻に囲まれるように形成された天然の良港。
地名の由来
はっきりとはしないが、宮内川、喜木川に由来するものであろうといわれている。古くは川石、河ノ石とも書いた。川之石浦という地名は藩政期からみられる。

## 地域・社会

### 地域・集落
川之石町の時期に大字は存在しなかった。昭和の合併により保内町となってから「大字川之石」と呼ばれるようになった。平成の合併により八幡浜市の一部となってからは大字は略し「八幡浜市保内町川之石」と表記する。
8つの小字があった。
琴平（旧名鯛ケ浦）、本町、赤綱代、内之浦、雨井（あまい）、楠町、和田町、西町

### 行政
役場
地内におかれた。
町村長
- 兵頭昌隆

### 教育
- 小学校　地域内に現存

八幡浜市立川之石小学校として現存。1887年（明治20年）に鯛ケ浦の「南江」、雨井の「聴松」、楠浜の「楠」の３校を合併整理し、創立。学制の改定により国民学校や尋常小学校と呼称が変わったことはあったが、一貫して地域内に存続。
所在地　愛媛県八幡浜市保内町川之石3-300
- 中学校　名称を変えつつも地域内に現存

保内町立川之石中学校として現存。戦後の学制改革により発足。1975年（昭和50年）に保内町内の宮内中学校、磯津中学校と統合して保内町立保内中学校〈旧〉となる。2005年（平成17年）3月八幡浜市との合併により八幡浜市立校となる。2017年（平成29年）八幡浜市立青石中学校を統合。愛媛県内の多くの町村でそうであったように旧町内1中学となる。現存。
所在地　愛媛県八幡浜市保内町川之石１−２４３−１

## 歴史
藩政期
- 宇和島藩領。保内郷。雨井に代官所がおかれ町場を形成していた。
- 明和年間 - 和田新田の開発行なわれる。
- 寛政年間 - 沖新田の開発が治郎兵衛らによって行なわれる。

明治以降
- 1874年（明治7年） - 本浦に郵便取扱所設置。
- 1875年（明治8年） - 鯛ケ浦に南江小学校開校。
- 1875年（明治8年） - 蝋座開設。
- 1876年（明治9年） - 雨井に聴松小学校開校。
- 1876年（明治9年） - 楠浜に楠小学校開校。
- 1878年（明治11年） - 第二十九国立銀行開業。
- 1887年（明治20年） - 南江・聴松・楠の3小学校が統合され川之石尋常小学校となる。
- 1888年（明治21年） - 兵頭昌隆らによって本浦に宇和紡績会社設立（四国で初めて）。
- 1889年（明治22年） - 宇和紡績工場で四国初となる自家発電を開始。

川之石村成立後
- 1889年（明治22年）12月15日 - 市制・町村制実施されたが川之石村一村として存続。西宇和郡に属す。
- 1891年（明治24年） - 雨井に大峰鉱山開鉱。
- 1892年（明治25年） - 宇和紡績、宮内川と喜木川の間の埋立地に移転。
- 1902年（明治35年）頃 - 近隣の農村での櫨の栽培がピークを迎えた。
- 1905年（明治38年） - 白石紡績開業。
- 1907年（明治40年） - 大阪紡績開業。
この頃が大峰鉱山の最盛期で別子銅山に次ぐ四国第二の銅山であった。
- 1912年（明治45年）頃 - 雨井の船舶数500隻近くと殷賑を極める。
- 1913年（大正2年） - 電灯ともる。
- 1914年（大正3年） - 宇和紡績、東洋紡績川之石工場となる。

川之石町時代
- 1914年（大正3年） 8月1日 - 町制実施、川之石町となる。郡内2番目の町。
- 1927年（昭和2年） - 川之石実践学校開校、後の愛媛県立川之石高等学校。
- 1930年（昭和5年） - 中央自動車による八幡浜-川之石間のバス運行開始。
- 1941年（昭和16年） - 戦時体制に入り原綿の搬入が途絶し、織布工場はロープ工場に転換。
- 1947年（昭和22年） - 川之石中学校開校。
- 1948年（昭和23年） - 紡績工場の操業再開。
- 1949年（昭和24年） - 川之石中学校の校舎移転。
- 1955年（昭和30年）3月31日 - 磯津村、宮内村、喜須来村との合併により、保内町となる。大字川之石となる。

```
川之石村・川之石町の系譜
（町村制実施以前の村）

　　　　　　　　　（明治期）
　　　　　　　　　町村制施行時　　　大正3年8月1日町制
川之石　　━━━　川之石村　━━━━━川之石町　━━━━┓
　　　　　　　　　　　　　　　　　　　　　　　　　　　　┃（昭和30年3月31日）
　　　　　　　　　　　　　　　　　　　　　　　　　　　　┣━━　保内町
　　　　　　　　　　　　　　　　　      磯津村　　━━━┫
　　　　　　　　　　  　　　　　　　　　喜須来村　━━━┫
　　　　　　　　　　　　　　　　　　　　宮内村　　━━━┛

（注記）磯津村ほかの合併まで、及び保内町の平成の合併の系譜については、それぞれの町村の記事を参照のこと。

```

## 産業
海運業
川之石港は天然の良港で藩政期から櫨、蝋の積み出し港として栄えた。また近隣の銅山から搬出される鉱石を運ぶ機帆船でにぎわった。
明治末期から大正期にかけてとりわけ栄え、500隻ほどの船舶を擁し、特に北九州-阪神間の石炭輸送に投入される船舶が70ないし80隻を数えるといわれ、また雨井・川之石には蔵が建ち並んだ。しかしながら、昭和初期には国鉄予讃線の開通による陸路の発達や戦時の船舶徴用により衰退していった。戦後はウンシュウミカンの積み出しなども利用されている。
製造業
紡績業は昭和初期がピークで2400人程度の従業員を抱えていた。当時、町民の3人に一人は紡績工場の工員といわれた。工員は近隣農村からのみならず遠く九州・中国地方からも流入していた。戦時下の色彩のますます濃くなっていった昭和16年には一時ロープ製造への転換、休止。戦後再興したが、昭和30年代の繊維不況により、輸送コストのかさむ当地の工場は次第に採算が悪化、1960年（昭和35年）に工場閉鎖した。当地での紡績の歴史は70年以上に及び、多くの農村の女性たちに就労の場を提供した。工場跡地の多くは今日、公共施設用地等として利用されている。
こうした工場建物の中には赤煉瓦を使用しているものもあり、近代化産業遺産の一つとしての活用が進められている。
鉱業
佐田岬半島の基部には銅の鉱脈が走り、当町の近くにもいくつかの鉱山があった。当町の大峰銅山の採掘量は明治末期には月産6000トンを数え、約200名が従事していた時期もあった。鉱石は八幡浜沖合いの佐島の精錬所に送られた。
農林業その他
蚕種生産は明治時代中期に始まり、日進館の蚕種として知られ、全国3位の生産量を誇った時期もあった。1946年（昭和21年）に愛媛蚕種会社となった。その建物は2007年現在も現役で、産業近代化遺産の一つとして知られており、映画のロケ等にも用いられたことがある。
農産物として、藩政期からの櫨の栽培に加えて、米、麦、甘藷、夏柑のほか養蚕も営まれていた。
漁業も小規模ながら営まれていた。

## 交通
東から喜木川に沿った道が今日の国道197号とほぼ重なり、川之石で河口の港から西に海岸線に沿って伊方村へとつながる。（今日の大峠トンネルのルートとは異なる。）
鉄道は通っていなかった。今日の予讃線のルートについて、隣の日土村経由の構想もかつてはあった。

## 出身者
- 富澤赤黄男 - 俳人
- 矢野小十郎 - 幕末から明治初期にかけて活躍した、川之石を代表する豪商で、第二十九国立銀行の設立・勧誘の当初から関わり、銀行の株主となった12名の1名である。
- 菊池清平 - 雨井の「おやけ」(菊池家)という屋号の廻船(かいせん)問屋で、第二十九国立銀行の設立・勧誘の当初から関わり、銀行の株主となった12名の1名である。
- 宇都宮壮十郎 - 鉱山で財をなした実業家で、第二十九国立銀行の設立・勧誘の当初から関わり、銀行の株主となった12名の1名である。宇和紡績株式会社（その後の東洋紡績川之石工場、昭和35年閉鎖）の創立委員となり、取締役に選出されている。
- 白石和太郎 - 鉱山で財をなした実業家で、第二十九国立銀行の設立・勧誘の当初から関わり、銀行の株主となった12名の1名である。
- 那須善治 - 灘購買組合(その後合併して灘神戸生協となる)を設立して組合長となる。
- 那須金市 - 川之石内之浦で生まれた。下関市で大きく水産業を営み、財をなした。内之浦公会堂を建てた。
- 吉田亀三郎 - 95年前に太平洋を帆走(住吉丸)で渡った漁師である[5]。

## 名所
- 琴平神社